# غريغ سوموجي
غريغ سوموجي (بالمجرية: Somogyi Gergely)‏ مواليد 1 أكتوبر 1989 في بودابست، هو لاعب كرة سلة مجري. بدأ مسيرته الاحترافية في سنة 2012. يحمل الرقم 12. يبلغ طوله 7 قدم 2 بوصة (2.2 م). لعب كرة السلة الجامعية في جامعة كاليفورنيا. لعب مع نادي سولنوكي أولاي لكرة السلة في الدوري المجري لكرة السلة.

## روابط خارجية
- غريغ سوموجي على موقع كرة السلة الأوروبية.كوم (الإنجليزية)
- غريغ سوموجي على موقع كلية كرة السلة في سبورتس رفرنس.كوم (الإنجليزية)
- غريغ سوموجي على موقع ريلجم (الإنجليزية)
- غريغ سوموجي على موقع سبورتس رفرنس (الإنجليزية)